# Алейников, Геннадий Ионович
Геннадий Ионович Алейников (1914—2001) — советский военачальник, генерал-майор. Начальник Спецчастей ГУВКВ МВД СССР (1959—1960). Начальник  Внутренних войск, внутренней и конвойной охраны МВД РСФСР (1960—1961).

## Биография
Родился в крестьянской семье. В 1928 году после окончания семикласки работал электриком на шахте в Рутченково. С 1930 года на комсомольской работе — секретарь комитета комсомола Ново-Оскольского сельхозкомбината, секретарь Ново-Оскольского ВЛКСМ. С 1933 года редактор газеты «За ударничество». С 1934 года секретарь Дмитриевского райкома ВЛКСМ Курской области, заочно окончил два курса Ленинградского государственного института журналистики имени В. В. Воровского.
С 1938 года после окончания  Ново-Петергофского военно-политического училища пограничных и внутренних войск НКВД СССР, старший инструктор и заместитель начальника политотдела Орджоникидзевского военного училища войск НКВД. С 1942 года начальник политотдела Особого полка и Отдельного разведбатальона  Орджоникидзевской дивизии войск НКВД. С 1943 года начальник политотдела
7-го сводного отряда Сухумской дивизии войск НКВД и 26-го стрелкового полка Орджоникидзевской дивизии войск НКВД.
В 1948 году после окончания  Военной академии им. М. В. Фрунзе был назначен командиром 157-го стрелкового полка внутренних войск МГБ СССР в ГСВГ. С 1950 года начальник штаба ОМСДОН им. Ф. Э. Дзержинского. В 1951 году произведён в полковники. С 1955 года начальник 5-го отдела внутренней охраны МВД СССР. С 1956 года начальник Спецотдела — заместитель начальника Второго управления  Главного управления пограничных и внутренних войск МВД СССР.
С 1957 года генерал-майор, заместитель начальника, с 1959 года начальник Спецчастей Главного управления внутренних и конвойных войск МВД СССР. С 1960 года начальник Внутренних войск, внутренней и конвойной охраны МВД РСФСР. С 1961 года начальник отдела ГУПВ КГБ при СМ СССР. С 1966 по 1977 годы  начальник Московского высшего пограничного командного училища КГБ при СМ СССР и с 1966 по 1970 годы одновременно начальник Высших пограничных командных курсов КГБ СССР.